# Провулок Дівочий (Тернопіль)
Провулок Дівочий — провулок в житловому масиві «Східний» міста Тернополя.

## Відомості
Розпочинається від вулиці Дівочої, пролягає на схід до вулиці Новосонячної, де і закінчується. На провулку знаходяться як приватні будинки, так і багатоповерхівки.

## Дотичні вулиці
Дотична вулиця одна — лівобічна — Польова.